# Världsmästerskapen i skidskytte 1967
De åttonde världsmästerskapen i skidskytte  genomfördes 1967 i Altenberg i Östtyskland.
Till och med 1983 anordnades världsmästerskap i skidskytte endast för herrar.

## Resultat

### Distans herrar 20 km
| Placering | Tävlande              | Land          | Tid       |
| --------- | --------------------- | ------------- | --------- |
| 1         | Viktor Mamatov        | Sovjetunionen | 1:18.34,1 |
| 2         | Stanisław Szczepaniak | Polen         | 1:29.21,3 |
| 3         | Jon Istad             | Norge         | 1:30.03,7 |

### Stafett herrar 4 x 7,5 km
| Placering | Land          | Tävlande                                                          |
| --------- | ------------- | ----------------------------------------------------------------- |
| 1         | Norge         | Jon Istad, Ragnar Tveiten, Ola Wærhaug, Olav Jordet               |
| 2         | Sovjetunionen | Aleksandr Tichonov, Viktor Mamatov, Rinnat Safin, Nikolaj Pusanov |
| 3         | Sverige       | Olle Petrusson, Tore Eriksson, Holmfrid Olsson, Sture Ohlin       |

## Medaljfördelning
| Plats | Land          | Guld | Silver | Brons | Totalt |
| ----- | ------------- | ---- | ------ | ----- | ------ |
| 1     | Sovjetunionen | 1    | 1      | 0     | 2      |
| 2     | Norge         | 1    | 0      | 1     | 2      |
| 3     | Polen         | 0    | 1      | 0     | 1      |
| 4     | Sverige       | 0    | 0      | 1     | 1      |